# Auburn (Alabama)
Auburn es una ciudad del condado de Lee, en el estado de Alabama, en Estados Unidos. En el censo de 2000, su población era de 42 987 habitantes. 

## Demografía
En el 2000 la renta per cápita promedia del hogar era de $ 17.206$, y el ingreso promedio para una familia era de 55.619$. El ingreso per cápita para la localidad era de 16.431$. Los hombres tenían un ingreso per cápita de 41.012$ contra 26.209$ para las mujeres.

## Geografía
Auburn está situado en 32°35′52″N 85°28′51″O / 32.59778, -85.48083 (32.597684, -85.480823).
Según la Oficina del Censo de los EE. UU., la ciudad tiene un área total de 39,57 millas cuadradas (102,50 km ²).